# Tigris

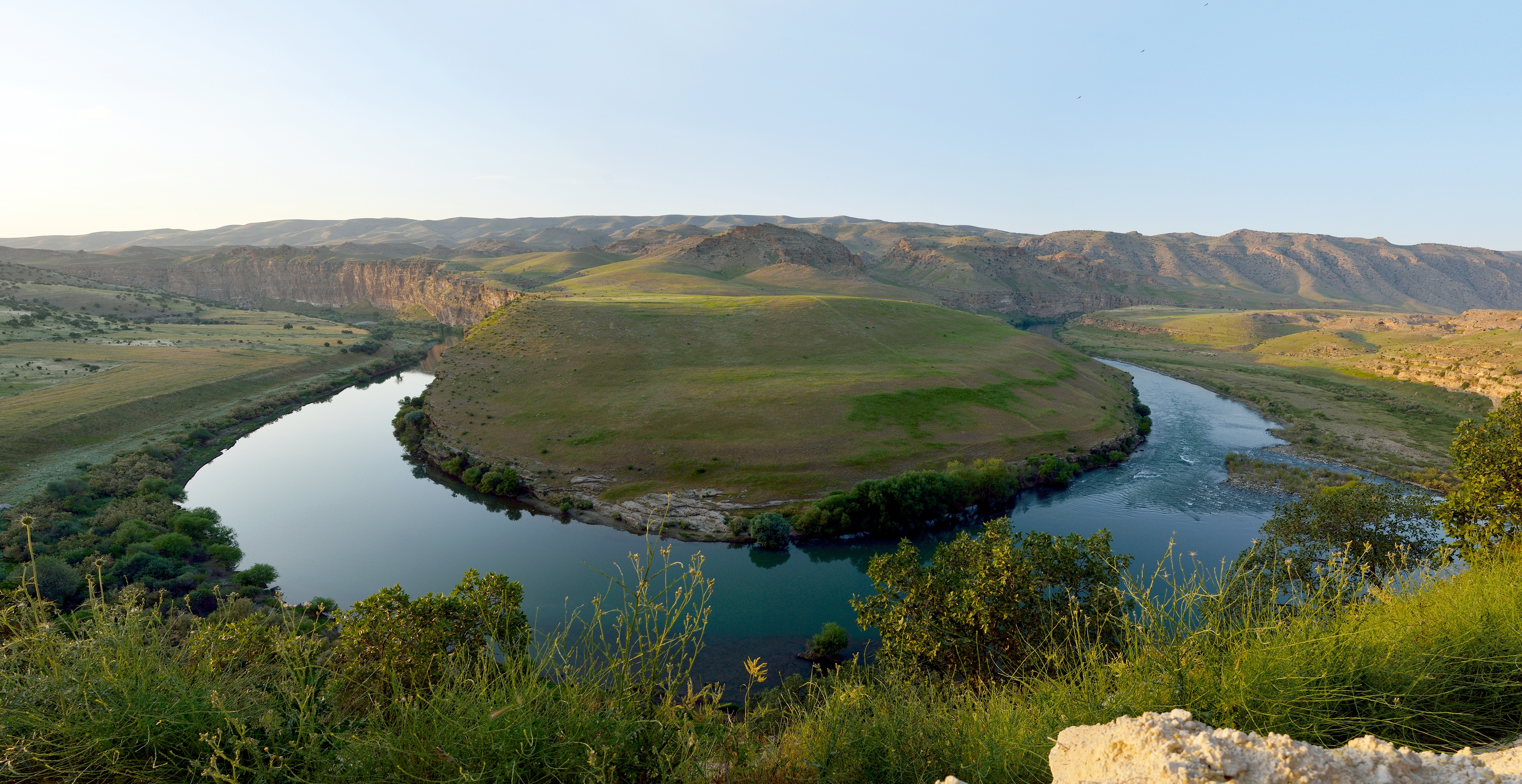
Tigris, Êlih

Der Tigris ist ein 1900 Kilometer langer Fluss in Vorderasien. Er entsteht am Zusammenfluss von Maden Çayı und Dibni Çayı, die von der Dicle-Talsperre aufgestaut werden. Die Quellflüsse entspringen im Südost-Taurus im Osten der Türkei. Der Tigris verläuft in südlicher und später in östlicher Richtung durch die Provinz Diyarbakır. Später bildet er auf einer kurzen Strecke die Grenze zu Syrien. Danach durchfließt der Tigris den Irak und vereinigt sich dort mit dem Euphrat zum Schatt al-Arab, der in den Persischen Golf mündet. Zusammen mit dem Euphrat bildet der Tigris, dessen Einzugsgebiet 375.000 km² umfasst, das Zweistromland, in dem sich einige der ersten Hochkulturen entwickelten.

## Der Name Tigris
In den Sprachen der Region hat der Fluss folgende Namen: sumerisch idigna, akkadisch idiglat, aramäisch: deqlath, didschla, altpersisch: tigrā, arabisch دجلة didschla, DMG diǧla, Hebräisch: חידקל, ḥiddæqæl oder, vereinfacht chiddekel, armenisch Տիգրիս Tigris, türkisch Dicle und im Kurdischen Dîcle. In vielen Ländern im Nahen Osten verwendet man den Namen Ditjle. Auch die Namen Tigris oder Tikrit sind gebräuchlich.
Im Sumerischen bedeutet id „Fluss“, sodass der Name als id-igna zu zerlegen ist. Da einerseits ein ähnlich lautendes sumerisches Wort igira, „Reiher“, belegt ist und anderseits das Keilschriftzeichen für idigna in seiner ältesten Form als Abbild eines Reihers gedeutet werden könnte, ist der Name laut J. Keetman (2016) möglicherweise als „Reiherfluss“ zu übersetzen.
Im Altpersischen wurde der Flussname laut Rüder Schmitt (2014) aus dem Babylonischen entlehnt und „wegen seiner schnellen Strömung“ als „pfeilschnell“ gedeutet. Der Wechsel von L > R ist typisch für das Altpersische (vgl. bābiru- für Babylon). Damit dürften die Namensformen, die ein R aufweisen, auf persische Vermittlung zurückzuführen sein.

## Neben- und Quellflüsse
- Maden Çayı, rechter Quellfluss
- Dibni Çayı, linker Quellfluss

Linke Nebenflüsse:
- Anbarçayı
- Kuruçay
- Pamukçayı
- Hazroçayı
- Batman Çayı
- Garzan
- Botan Çayı
- Hezil
- Chabur
- Großer Zab
- Kleiner Zab
- Diyala
- Lesky

Rechte Nebenflüsse:
- Göksu
- Baglica
- Savur Çayı

## Furten und Brücken
In assyrischer Zeit wurden vor allem folgende Tigrisübergänge benutzt:
- Ninua (Niniveh)
- bei Eski Mosul/Balātu (Balad), wird von der assyrischen Königsstraße Ḫarran Šarri zwischen Ninua und Nimrud genutzt
- Abū Wağnām
- Tell Abū Daḫir, von Cizre aus
- Pešḫabūr, gegenüber der Mündung des Sufādere in den Tigris
- Basorin, Ebene von Silopi, nördlich der Chaburmündung
- Bezabde (Cizre) am Hauptweg nach Mosul

## Staustufen
Nördlich von Mosul (Irak) staut die Mosul-Talsperre den Tigris zu einem bis zu 371 km² großen See auf.
Der (Stand 2015) im Bau befindliche Ilisu-Staudamm soll unter anderem die historische Stadt Hasankeyf überfluten.
- Dicle-Talsperre (24 km²), Türkei
- Ilısu-Staudamm, Türkei
- Cizre-Talsperre (Projekt), Türkei
- Mosul-Talsperre (Irak, gilt als stark gefährdet)
- Badush-Staudamm (in Bau)
- Samarra-Stauwehr
- Kut-Staustufe

## Inseln
Es befinden sich mehrere Inseln im Flussverlauf:
- Qanus, südlich von Mosul

## Kulturgeschichte
Nach dem alten Testament ist der Tigris einer der vier Flüsse, die das Paradies bewässern (Genesis 2.14). Nach Epiphanius von Salamis (Ancoratus) entspringt der Tigris im Paradies, das er unterirdisch verlässt, um in Armenien wieder zu Tage zu treten. Nach der Kirchengeschichte des Philostorgius entspringt der Tigris im Hyrkanischen See, den G. R. Driver 1921 mit Vorbehalten mit dem Vansee (in Urartu) identifizierte. In Cordiaea, gegenüber von Syrien, münden zahlreiche Nebenflüsse.

### Tigris im 21. Jahrhundert
Aufgrund der Staudämme in der Türkei führt der Tigris weit weniger Wasser im Irak als noch zu Zeiten, als es diese noch nicht gab. Dies sowie der Umstand, dass die Türkei in unregelmäßigen Abständen ihre Staudämme öffnet, hat zur Folge, dass sich im Irak laut einer Reportage kaum planbar Landwirtschaft am Tigris betreiben lässt. Klimatische Veränderungen trugen demnach außerdem dazu bei, dass der zusammengeschrumpfte Fluss weniger Fische beinhaltet. Die Menge der Anwohner, die einst als Selbstversorger vom Fluss lebten, nahm in den ersten zwei Jahrzehnten des 21. Jahrhunderts ab. 30 Millionen Menschen lebten bis dahin eigentlich am und vom Tigris. Wo Euphrat und Tigris zusammenfließen, bei Basra, ist das Wasser aufgrund der unkontrolliert abgegebenen Abwässer sowohl von Privathaushalten als auch von privaten und öffentlichen Betrieben verseucht. Es finden sich Rückstände von Chemikalien, Dünger, Schwermetallen, Schadstoffen, E. coli-Bakterien und zu vielen Salzen im Wasser. An manchen Stellen im Tigris ist die Schadstoffbelastung, deren Konzentration bei geringer Wasserquantität noch zunimmt, krebserregend. Dennoch ernährten sich Anwohner von den im Tigris gefangenen Fischen.